# IC 800
IC 800 је спирална галаксија у сазвјежђу Береникина коса која се налази на листи објеката дубоког неба у Индекс каталогу.
Деклинација објекта је + 15° 21' 16" а ректасцензија 12h 33m 56,7s. Привидна величина (магнитуда) објекта IC 800 износи 13,4 а фотографска магнитуда 14,1. IC 800 је још познат и под ознакама UGC 7716, MCG 3-32-69, CGCG 99-90, VCC 1532, PGC 41763.